# Amaliegade (Aarhus)
 For alternative betydninger, se Amaliegade (flertydig). (Se også artikler, som begynder med Amaliegade)
Amaliegade i Aarhus hed oprindelig Fabrikstrædet efter den fabrik som Søren Frich i 1854 lod bygge ud mod Sønder Allé. Navnet Fabrikstrædet ses første gang i 1855 i dåbsprotokollen for Vor Frue Sogn. En vandrehistorie fortæller, at gaden skulle være opkaldt efter den først fødte pige, men hun blev ifølge dåbsprotokollen navngivet Caroline Henriette den 11. juli samme år.
I 1857 blev gaden omdøbt til Amaliegade, et navn den sandsynligvis har fået efter enkedronning Caroline Amalie (1796-1881).